# Liste der Monuments historiques in Plozévet
Die Liste der Monuments historiques in Plozévet führt die Monuments historiques in der französischen Gemeinde Plozévet auf.

## Liste der Bauwerke
| Bezeichnung                  | Beschreibung | Standort | Kennzeichnung | Schutzstatus | Datum | Bild           |
| ---------------------------- | ------------ | -------- | ------------- | ------------ | ----- | -------------- |
| Chapelle de la Trinité       | Kapelle      | (Lage)   | PA00090279    | Classé       | 1914  | weitere Bilder |
| Kirche St-Demet              |              | (Lage)   | PA00090280    | Inscrit      | 1951  | weitere Bilder |
| Menhir des Droits de l’Homme |              | (Lage)   | PA00090282    | Classé       | 1881  | weitere Bilder |

## Liste der Objekte
- Monuments historiques (Objekte) in Plozévet in der Base Palissy des französischen Kultusministerium